# Didogobius
Didogobius is een geslacht van straalvinnige vissen uit de familie van grondels (Gobiidae). Het geslacht is voor het eerst wetenschappelijk beschreven in 1966 door Miller.

## Soorten
- Didogobius amicuscaridis Schliewen & Kovačić, 2008
- Didogobius bentuvii Miller, 1966
- Didogobius kochi Van Tassell, 1988
- Didogobius schlieweni Miller, 1993
- Didogobius splechtnai Ahnelt & Patzner, 1995
- Didogobius wirtzi Schliewen & Kovačić, 2008